# Gouy-lez-Piéton
Gouy-lez-Piéton is een dorp in de Belgische provincie Henegouwen, en een deelgemeente van de Waalse gemeente Courcelles.
Gouy-lez-Piéton was een zelfstandige gemeente, tot die bij de gemeentelijke herindeling van 1977 toegevoegd werd aan de gemeente Courcelles.
In de deelgemeente ligt het station Gouy-lez-Piéton, langs de spoorlijn 117. Door het dorp stroomt de Piéton.

## Bezienswaardigheden
- De Sint-Martinuskerk (Église Saint-Martin) is een hoofdzakelijk 16e-eeuws gotisch kerkgebouw met een toren van 1550. In 1760 werden de zijbeuken vergroot.

## Natuur en landschap
Gouy-lez-Piéton ligt aan het Kanaal Charleroi-Brussel en ten oosten van de Piéton die hier in het kanaal vloeit. De Ruisseau de Trazegnies loopt door de plaats.

## Economie
Ten zuiden van de kom ligt een groot elektriciteitsverdeelstation.

## Demografische ontwikkeling
- Bronnen:NIS, Opm:1831 tot en met 1970=volkstellingen, 1976= inwoneraantal op 31 december

## Geboren
- Corneille Embise (1893-1965), Belgisch volksvertegenwoordiger

## Overleden
- Omer Harou (1815-1872), Belgisch senator en burgemeester

## Nabijgelegen kernen
Godarville, Trazegnies, Courcelles, Pont-à-Celles